# Todd Ewen
Pour les articles homonymes, voir Ewen (homonymie).
Todd Ewen est un joueur de hockey sur glace professionnel canadien devenu entraîneur. Il est né le 22 mars 1966 à Saskatoon, et mort le 19 septembre 2015.

## Biographie
Todd Ewen est repêché par les Oilers d'Edmonton en 8e ronde lors du repêchage de la LNH en 1984.
Il a notamment joué avec les Blues de Saint-Louis, les Canadiens de Montréal, les Mighty Ducks d'Anaheim et les Sharks de San José.  Il remporte la Coupe Stanley avec les Canadiens de Montréal en 1993.
Il se suicide en 2015 à l'âge de 49 ans.  Avant de s'enlever la vie, le dur à cuire, reconnu pour ses bagarres, souffrait de la maladie neurodégénérative d'encéphalopathie traumatique chronique (ETC).  Cette pathologie est associée à des traumatismes répétés à la tête dont souffraient aussi les anciens pugilistes de la LNH Derek Boogaard, Steve Montador et Bob Probert.

## Statistiques
Pour les significations des abréviations, voir Statistiques du hockey sur glace.
| Saison     | Équipe                    | Ligue      |     | Saison régulière | Saison régulière | Saison régulière | Saison régulière | Saison régulière |    | Séries éliminatoires | Séries éliminatoires | Séries éliminatoires | Séries éliminatoires | Séries éliminatoires |
| Saison     | Équipe                    | Ligue      | PJ  | B                | A                | Pts              | Pun              | PJ               | B  | A                    | Pts                  | Pun                  |                      |                      |
| 1982-1983  | Lakers de Vernon          | BCJHL      | 42  | 14               | 10               | 24               | 178              |                  |    |                      |                      |                      |                      |                      |
| 1982-1983  | Oilers de Kamloops        | LHOu       | 3   | 0                | 0                | 0                | 2                | 2                | 0  | 0                    | 0                    | 0                    |                      |                      |
| 1983-1984  | Bruins de New Westminster | LHOu       | 68  | 11               | 13               | 24               | 176              | 7                | 2  | 1                    | 3                    | 15                   |                      |                      |
| 1984-1985  | Bruins de New Westminster | LHOu       | 56  | 11               | 20               | 31               | 304              | 10               | 1  | 8                    | 9                    | 60                   |                      |                      |
| 1985-1986  | Bruins de New Westminster | LHOu       | 60  | 28               | 24               | 52               | 289              | --               | -- | --                   | --                   | --                   |                      |                      |
| 1985-1986  | Mariners du Maine         | LAH        | --  | --               | --               | --               | --               | 3                | 0  | 0                    | 0                    | 7                    |                      |                      |
| 1986-1987  | Rivermen de Peoria        | LIH        | 16  | 3                | 3                | 6                | 110              | --               | -- | --                   | --                   | --                   |                      |                      |
| 1986-1987  | Blues de Saint-Louis      | LNH        | 23  | 2                | 0                | 2                | 84               | 4                | 0  | 0                    | 0                    | 23                   |                      |                      |
| 1987-1988  | Blues de Saint-Louis      | LNH        | 64  | 4                | 2                | 6                | 227              | 6                | 0  | 0                    | 0                    | 21                   |                      |                      |
| 1988-1989  | Blues de Saint-Louis      | LNH        | 34  | 4                | 5                | 9                | 171              | 2                | 0  | 0                    | 0                    | 21                   |                      |                      |
| 1989-1990  | Rivermen de Peoria        | LIH        | 2   | 0                | 0                | 0                | 12               | --               | -- | --                   | --                   | --                   |                      |                      |
| 1989-1990  | Blues de Saint-Louis      | LNH        | 3   | 0                | 0                | 0                | 11               | --               | -- | --                   | --                   | --                   |                      |                      |
| 1989-1990  | Canadiens de Montréal     | LNH        | 41  | 4                | 6                | 10               | 158              | 10               | 0  | 0                    | 0                    | 4                    |                      |                      |
| 1990-1991  | Canadiens de Montréal     | LNH        | 28  | 3                | 2                | 5                | 128              | --               | -- | --                   | --                   | --                   |                      |                      |
| 1991-1992  | Canadiens de Montréal     | LNH        | 46  | 1                | 2                | 3                | 130              | 3                | 0  | 0                    | 0                    | 18                   |                      |                      |
| 1992-1993  | Canadiens de Montréal     | LNH        | 75  | 5                | 9                | 14               | 193              | 1                | 0  | 0                    | 0                    | 0                    |                      |                      |
| 1993-1994  | Mighty Ducks d'Anaheim    | LNH        | 76  | 9                | 9                | 18               | 272              | --               | -- | --                   | --                   | --                   |                      |                      |
| 1994-1995  | Mighty Ducks d'Anaheim    | LNH        | 24  | 0                | 0                | 0                | 90               | --               | -- | --                   | --                   | --                   |                      |                      |
| 1995-1996  | Mighty Ducks d'Anaheim    | LNH        | 53  | 4                | 3                | 7                | 285              | --               | -- | --                   | --                   | --                   |                      |                      |
| 1996-1997  | Sharks de San José        | LNH        | 51  | 0                | 2                | 2                | 162              | --               | -- | --                   | --                   | --                   |                      |                      |
| Totaux LNH | Totaux LNH                | Totaux LNH | 518 | 36               | 40               | 76               | 1911             | 26               | 0  | 0                    | 0                    | 87                   |                      |                      |